# 亀岳村
亀岳村（かめだけむら）は、長崎県の西彼杵半島にあった村。西彼杵郡に属した。1961年（昭和36年）に北隣の大串村と合併し、西彼村となった。
現在の西海市西彼町の南部にあたる。

## 地理
西彼杵半島の東部に位置し、北部から東部の海岸線を大村湾に接する。
- 山：峯岳、樫井岳、鳥岳
- 島嶼：橘島、沖裸島、裸島、イゲ島、ビギレ島、高島、畝島、田島、野島、湯島、前ノ島、末島
- 河川：大明寺川、中山川
- 港湾：宮浦港

## 沿革
- 1889年（明治22年）4月1日 - 町村制施行により、亀浦村と下岳村が合併し西彼杵郡亀岳村が発足。
- 1961年（昭和36年）6月29日 - 大串村と合併して西彼村が発足し、亀岳村は自治体として消滅。

## 地名
郷を行政区域とする。また、郷の名称に大字（亀浦・下岳）を冠する。
大字亀浦
- 風早郷
- 亀浦郷
- 白似田郷
- 中山郷
- 宮浦郷

大字下岳
- 上岳郷
- 喰場郷（じきば）
- 下岳郷
- 白崎郷
- 平原郷（ひらばる）